# YF-75D
YF-75Dは液体水素と液体酸素を閉サイクルのエキスパンダーサイクルで燃焼する液体式極低温ロケットエンジン。YF-73とYF-75に続く中国の第3世代の上段用極低温ロケットエンジンである。長征5号の2段目であるH5-2に2基が装備される。エンジンは個別にジンバル式推力で推力偏向制御が可能となっている。前世代のYF-75において混合比を最適な推進剤の消費のために調整可能であったが、これに加えて複数回の再始動が可能とする改良が施された。
燃焼室は出力バランスを維持するために再設計が必要になった。エキスパンダーサイクルを採用した事でタービンを駆動するために冷却機構からの加熱を利用するため、燃焼器は延長され、冷却流路を再設計する必要があった。エンジンは水素タービンを使用するように再設計された。2段軸流式低圧亜音速タービンを採用して第2次危険速度と第3次危険速度の間の65,000rpmで運転する。セラミックボールベアリングの周囲に配置された緩衝用の2個の樹脂製の支持体で支える。